# Trichorhina caeca
Trichorhina caeca är en kräftdjursart som beskrevs av Albert Vandel 1952C. Trichorhina caeca ingår i släktet Trichorhina och familjen myrbogråsuggor. Inga underarter finns listade i Catalogue of Life.